# Eliteserien i handboll för damer i Norge 2018-2019
Eliteserien i handboll för damer i Norge spelas mellan 12 lag -de åtta bäst placerade spelar slutspel. De två lägst placerade degraderas till division ett. Tredje laget från botten spelar direktkval mot tredje placerade lag i division ett. 2019 blev det inte riktigt så, se under tabell.

## Tabellen
|    | Lag                                                     | Spelade | Vunna | Oavgjorda | Förlorade | Målskillnad | Poäng |            |
| -- | ------------------------------------------------------- | ------- | ----- | --------- | --------- | ----------- | ----- | ---------- |
| 1  | Vipers Kristiansand (Seriemästare och slutspelsvinnare) | 22      | 21    | 0         | 1         | 722-465     | 42    | Slutspel   |
| 2  | Storhammar Elite                                        | 22      | 16    | 1         | 5         | 633-525     | 33    | Slutspel   |
| 3  | Ternes IL                                               | 22      | 15    | 1         | 6         | 574-507     | 31    | Slutspel   |
| 4  | Larvik HK                                               | 22      | 13    | 1         | 8         | 583-513     | 27    | Slutspel   |
| 5  | Fredrikstad                                             | 22      | 13    | 1         | 8         | 575-551     | 27    | Slutspel   |
| 6  | Byåsen EH                                               | 22      | 11    | 3         | 8         | 577-564     | 25    | Slutspel   |
| 7  | Molde                                                   | 22      | 10    | 3         | 9         | 539-542     | 23    | Slutspel   |
| 8  | Oppsal IF                                               | 22      | 8     | 0         | 14        | 550-602     | 16    | Slutspel   |
| 9  | Fana                                                    | 22      | 5     | 1         | 16        | 561-627     | 11    |            |
| 10 | Gjerpen                                                 | 22      | 5     | 0         | 17        | 520-615     | 10    |            |
| 11 | Skrim                                                   | 22      | 4     | 2         | 16        | 519-685     | 10    | Nedflyttad |
| 12 | Raelingen                                               | 22      | 3     | 3         | 16        | 509-666     | 9     | Nedflyttad |

Larvik HK blev nedflyttade en serie på grund av ekonomiska problem. Gjerpen fick vara kvar utan kval och tre lag uppfyttades till nästa år: Follo Håndballklubb från Ski i Akershus, Sola Håndball från Sola kommun på Vestlandet och Aker topphåndball från stadsdelen Aker i Oslo.

## Slutspelsfinalen
| Datum       | Hemmalag   | Bortalag   | Resultat full tid | Efter förlängning |
| ----------- | ---------- | ---------- | ----------------- | ----------------- |
| 18 maj 2019 | Vipers     | Storhammar | 34-34             | 42-40             |
| 21 maj 2019 | Storhammar | Vipers     | 23-24             |                   |

Vipers mästare med 2-0 i matcher